# Oumache
Oumache là một đô thị thuộc tỉnh Biskra, Algérie. Dân số thời điểm năm 2002 là 8.175 người.